# Последната надежда
Последната надежда (на испански: La última esperanza) е мексиканска теленовела, режисирана от Алфредо Гурола и продуцирана от Еухенио Кобо за Телевиса през 1993 г. Адаптация е на мексиканската теленовела Кукла от 1973 г., създадена от Абел Санта Крус.
В главните роли са Мариана Леви и Алберто Маягойтия, а в отрицателните – Педро Армендарис-мл., Сесилия Габриела, Флоренсия Ферет, Адалберто Пара и Хесус Ариага.

## Сюжет
„Последната надежда“ е маргинален квартал, в който съжителстват скромни и трудолюбиви хора и други, които не притежават тези качества. Тук живее Естелита, момиче без майка, която непрекъснато учи и търси работа, като се опитва да помага на своя баща Панчо, който е алкохолик и депресиран мъж.
Даниел Бурана е млад милионер женкар, посветен на мимолетни романтични отношения и разгулния живот, получил огромно наследство от починалите си родители. Алехандро, чичото на Даниел, е милионер и влиятелен бизнесмен, който се представя за безупречен мъж в очите на хората, натрупал богатството си с упорит труд. Но той води двойствен живот - през нощта носи бяла перука и фалшиви мустаци, пищни дрехи и бижута и управлява нощен клуб и тайни бизнеси.
Един ден Алехандро съобщава на Даниел, че наследството му е един парцел с бедни къщи, наречен „Последната надежда“ и че е необходимо да се махнат обитателите му. Даниел се появява в квартала, облечен в стари дрехи и среща Естелита, която не е като другите жени, с които е свикнал да общува, но избира грешен път, за да стигне до сърцето ѝ - представя се с името Анхел и се прави на поредния беден мъж в квартала, подмогнат е от вярната си слугиня Полита.
Даниел не знае за мръсния бизнес на чичо си и Алехандро ще се възползва от това, за да присвои „Последната надежда“, земя, която принадлежи на племенника му. Чрез измама Алехандро се опитва да му отнеме земята, да събори къщите и да построи доходоносен жилищен район.

## Актьори
- Мариана Леви - Естела „Естелита“ Суарес Паес
- Алберто Маягойтия - Даниел Бурана / Анхел Перес
- Сесилия Габриела - Дженифър Ласкурайн
- Педро Армендарис-мл. - Алехандро Бурана
- Салвадор Санчес - Панчо
- Луис Гатика - Хосе
- Елса Карденас - Нинфа
- Мигел Писаро - Отец Хуан Лампареро
- Хайме Лосано - Гайо
- Ектор Ортега - Дон Мой
- Хесус Ариага - Мануел Прието
- Коко Леви - Пабло Суарес Паес
- Хуан Карлос Серан - Мариано
- Еухенио Кобо - Сократ
- Хосе Суарес - Луис Себайос
- Каролина Гереро - Полита Риос
- Патрисия Ернандес - Глория Чавес
- Адалберто Пара - Фрага
- Барбара Хил - Исабел
- Хула Посо
- Асусена Родригес
- Силвия Суарес - Диана
- Флоренсия Ферет - Нора
- Ектор Пара - Рамос
- Росита Пелайо - Мелани
- Клаус Фелдман - Хакобо
- Хорхе Паес - Асеро
- Асела Робинсън
- Виолета Исфел
- Карлос Амадор
- Хорхе Алберто Боланьос
- Хуан Давид Бърнс
- Франсоа Клеменс
- Карлос Кавира
- Естебан Ескарсега
- Марипас Гарсия
- Янина Идалго
- Мария Морена
- Балтасар Овиедо
- Евелин Соларес
- Едмундо Лима
- Хуан Антонио Янес
- Лорена Мартинес
- Рубен Монтерубио

## Премиера
Премиерата на Последната надежда е на 1 февруари 1993 г. по Canal de las Estrellas. Последният 75. епизод е излъчен на 14 май 1993 г.

## Версии
- Последната надежда е адаптация на мексиканската теленовела Кукла, продуцирана от Маноло Гарсия през 1973 г., с участието на Фани Кано и Родолфо Бебан.